# Anasigerpes unifasciata
Anasigerpes unifasciata es una especie de mantis de la familia Hymenopodidae.

## Distribución geográfica
Se encuentra en Costa de Marfil, Ghana y Guinea.